# ロチェスター市長
ロチェスター市長は、アメリカ合衆国ニューヨーク州ロチェスターの首長である。
| 在任期間        | 氏名                                                                |
| --------------- | ------------------------------------------------------------------- |
| 1834年 - 1835年 | ジョナサン・チャイルド                                              |
| 1835年 - 1836年 | ジェイコブ・グールド                                                |
| 1836年 - 1837年 | エイブラハム・M・シャーマーホーン                                   |
| 1837年 - 1838年 | トーマス・ケンプシャル                                              |
| 1838年 - 1838年 | エライシャ・ジョンソン                                              |
| 1838年 - 1839年 | トーマス・H・ロチェスター                                           |
| 1839年 - 1840年 | サミュエル・G・アンドリュース（1回目）                              |
| 1840年 - 1842年 | イライジャ・F・スミス                                               |
| 1842年 - 1843年 | チャールズ・J・ヒル                                                 |
| 1843年 - 1844年 | アイザック・ヒルズ                                                  |
| 1844年 - 1845年 | ジョン・アレン                                                      |
| 1845年 - 1847年 | ウィリアム・ピトキン                                                |
| 1847年 - 1848年 | ジョン・B・エルウッド                                               |
| 1848年 - 1849年 | ジョーゼフ・フィールド                                              |
| 1849年 - 1850年 | リーヴァイ・A・ウォード                                             |
| 1850年 - 1851年 | サミュエル・リチャードソン                                          |
| 1851年 - 1852年 | ニコラス・E・ペイン                                                 |
| 1852年 - 1853年 | ハンブリン・スティルウェル                                          |
| 1853年 - 1854年 | ジョン・ウィリアムズ                                                |
| 1854年 - 1855年 | モルトビー・ストロング                                              |
| 1855年 - 1856年 | チャールズ・J・ヘイデン                                             |
| 1856年 - 1857年 | サミュエル・G・アンドリュース（2回目）                              |
| 1857年 - 1858年 | ルーファス・キーラー                                                |
| 1858年 - 1859年 | チャールズ・H・クラーク                                             |
| 1859年 - 1860年 | サミュエル・W・D・ムーア（1回目）                                   |
| 1860年 - 1861年 | ハムレット・D・スクラントム                                         |
| 1861年 - 1862年 | ジョン・C・ナッシュ                                                 |
| 1862年 - 1863年 | マイケル・ファイロン                                                |
| 1863年 - 1864年 | ニーアマイア・C・ブラッドストリート                                 |
| 1864年 - 1865年 | ジェームズ・ブラケット                                              |
| 1865年 - 1866年 | ダニエル・D・T・ムーア                                              |
| 1866年 - 1867年 | サミュエル・ W・D・ムーア（2回目）                                  |
| 1867年 - 1869年 | ヘンリー・L・フィッシュ                                             |
| 1869年 - 1870年 | エドワード・M・スミス                                               |
| 1870年 - 1871年 | ジョン・ルーツ                                                      |
| 1871年 - 1872年 | チャールズ・W・ブリッグス                                           |
| 1872年 - 1873年 | アベル・カーター・ワイルダー                                        |
| 1873年 - 1874年 | ジョージ・W・オルドリッジ・シニア（代理）                           |
| 1874年 - 1876年 | ジョージ・G・クラークソン                                           |
| 1876年 - 1890年 | コーネリアス・R・パーソンズ                                         |
| 1890年 - 1892年 | ウィリアム・キャロル                                                |
| 1892年 - 1894年 | リチャード・ J・カラン                                              |
| 1894年 - 1895年 | ジョージ・W・オルドリッジ                                           |
| 1895年 - 1896年 | マートン・E・ルイス（代理）                                         |
| 1896年 - 1900年 | ジョージ・E・ワーナー                                               |
| 1900年 - 1901年 | ジョージ・A カーナハン                                              |
| 1902年 - 1904年 | アドルフ・J・ローデンバック                                         |
| 1904年 - 1907年 | ジェームズ・G・カトラー                                             |
| 1907年 - 1921年 | ハイラム・H・エドガートン                                           |
| 1921年 - 1926年 | クラレンス・D・ヴァン・ザンド                                       |
| 1926年 - 1927年 | マーティン・B・オニール                                             |
| 1927年 - 1930年 | ジョーゼフ・C・ウィルソン                                           |
| 1930年 - 1932年 | アイザック・アドラー（副市長）とスティーヴン・B・ストーリー（代理） |
| 1932年 - 1933年 | チャールズ・S・オウエン                                             |
| 1933年 - 1934年 | パーシヴァル・D・オヴィアット                                       |
| 1934年 - 1937年 | チャールズ・スタントン                                              |
| 1938年 - 1939年 | レスター・B・ラップ                                                 |
| 1939年 - 1955年 | サミュエル・B・ディッカー                                           |
| 1955年 - 1961年 | ピーター・バリー                                                    |
| 1962年 - 1963年 | ヘンリー・E・ジレット                                               |
| 1964年 - 1969年 | フランク・ラム                                                      |
| 1970年 - 1973年 | スティーヴン・メイ                                                  |
| 1974年 - 1993年 | トーマス・P・ライアン・ジュニア                                     |
| 1994年 - 2005年 | ウィリアム・A・ジョンソン・ジュニア                                 |
| 2006年 - 2010年 | ロバート "ボブ" J・ダフィー                                         |
| 2011年          | トーマス・S・リチャーズ（暫定）                                     |
| 2011年          | R・カルロス・カーバラーダ（暫定）                                   |
| 2011年 - 2014年 | トーマス・S・リチャーズ                                             |
| 2014年 - 2021年 | ラヴリー・A・ウォーレン                                             |
| 2021年          | ジェームズ・スミス（暫定）                                          |
| 2022年 -        | マリク・エバンズ                                                    |